# Болдвин (Висконсин)
Болдвин (енгл. Baldwin) град је у америчкој савезној држави Висконсин.

## Демографија
По попису из 2010. године број становника је 3.957, што је 1.29 (48,4%) становника више него 2000. године.
| Група             | 2000.         | 2010.         |
| Белци             | 2.618 (98,2%) | 3.767 (95,2%) |
| Афроамериканци    | 4 (0,1%)      | 34 (0,9%)     |
| Азијати           | 11 (0,4%)     | 22 (0,6%)     |
| Хиспаноамериканци | 11 (0,4%)     | 63 (1,6%)     |
| Укупно            | 2.667         | 3.957         |